# Мустафа-ага Ариф
Мустафа-ага Казахский (Газахский) (Мустафа-ага Ариф; азерб. Mustafa ağa Arif; 1774, Икинджи Шихлы — 1845, Курская губерния) — последний султан Казахского (Газахского) султаната, майор русской императорской армии, азербайджанский поэт, .

## Биография
Родился в 1774 году в селение Икинджи Шихлы (Второй Шыхлы) Казахского султаната. В юности получил традиционное для того времени «восточное образование».
В Русско-персидской войне 1806—1812 годов Мустафа-ага принимал участие на стороне России. В составе сформированного казахцами и возглавляемого Али-агой Алгазах-оглу отряда, он участвовал в отражении атаки на Казахский султанат, которую предпринял союзник Персии — Эриванский хан Гасан-хан Каджар. За отличие в боевых действиях Мустафа-ага был награжден золотой медалью «За храбрость» и удостоен майорского звания. В этот период, с российской точки зрения, он был «управляющим селений Казахского уезда» (жители этих селений по-прежнему считали его султаном).
В 1818 году генерал А. П. Ермолов в своем письме генералу А. А. Вельяминову дал приказ арестовать Мустафу-агу по подозрению в поддержке мятежного грузинского царевича Александра. После этого Мустафа-ага в течение года находился под наблюдением, и только в 1819 году был заключен под стражу в Елизаветполе (Гяндже). Главный пристав Казаха подполковник Латинский в письме гражданскому губернатору Грузии генералу Роману Ивановичу фон дер Ховену сообщал, что казахские беки проводят тайные совещания по поводу ареста своего султана. Совещания эти, однако, ничем не кончились. 
Мустафа-ага был выслан в Курскую губернию и больше на Кавказ не возвращался. Его земли, по указанию Ермолова, были розданы наследникам: двум жёнам, трём сыновьям, двум братьям и отцу, но уже на правах обыкновенных поместий, без какого-либо суверенного статуса. 
Находясь в ссылке, Мустафа-ага отправил своему брату Казым-аге поэтическое произведение «Мой плач», в котором идеализировал времена, предшествовавшие русскому завоеванию. Письма в стихах, которые были адресованы сыновьям Мустафа-аги, Абдулле-аге и Али-аге, также свидетельствуют о том, что жизнь в ссылке в далеких краях тяготила их автора, и что он действительно был противником России (или, по крайней мере, стал им в результате ссылки). 
Мустафа-ага скончался в 1845 году, вероятно, в Курске или его окрестностях, место его захоронения неизвестно.

## Творчество
Как поэт, Мустафа-ага Ариф был одним из продолжателей поэтической школы визиря Карабахского ханства Моллы  Панаха Вагифа. 
До наших дней дошло не так много поэтических произведений Мустафы-аги. Некоторые из его стихов были опубликованы в сборнике «Маджмуа», который был подготовлен Гусейном Эфенди Гаибовым. Кроме того, азербайджанский просветитель, филолог и критик Фирудин-бек Кочарли писал о творчестве Мустафы-аги Арифа в своем труде «Материалы по истории азербайджанской литературы» (на азербайджанском языке) и ввёл в книгу ряд его стихотворений.